# Ervasteby
Ervasteby är en by och före detta gård i Motala socken, Motala kommun, Östergötlands län.
Ervasteby ligger vid vägen mellan Motala och Borensberg. Riksväg 34 och väg 1098 korsar här varandra. Åt nordost finns den 332 m höga radio- och TV-masten Ervastebymasten.

## Historia
Ervasteby omnämns 13 mars 1405 då Magnus Hidhinson och Waste i Arwastabygd omtalas i en handling. Platsens namn kommer av mansnamnet 'Arvast' följt av 'bygd'. Arvast är en yngre form av fornsvenska Ar(n)fast, vilket betyder örn respektive fast.   
Av den första lantmäterikartan från 1600-talet framgår att det endast fanns en enda gård i Ervasteby. När storskifte gjordes omkring 1780 var Ervasteby en by med tre gårdar. Därtill kom fyra torp och ett antal backstugor.   
Elva arbetare från Motala Verkstad bildade ett bolag som 1869 köpte gården 1/3 mantal Ervasteby, benämnd Nergården, i dåvarande Motala landskommun. Gården styckades upp i elva lotter som fördelades på de nio arbetare som då fortfarande var intresserade. 
Verkstaden, som vid denna tid tillhörde Sveriges största industriföretag, beviljade från 1870-talet förmånliga lån till arbetare som önskade skaffa sig en egen bostad. Priset för hela egendomen var nästan 16.000 kr att avbetalas på sju år. De bäst betalda arbetarna tjänade högst 450 kr per år. 
Småbruksegnahemmen i Ervasteby var sannolikt bland de allra första i Sverige och på så sätt en föregångare till egnahemsrörelsen. Troligen kom de elva Motala Verkstadsarbetarnas initiativ i Ervasteby att tjäna som förebild för de arbetare från Motala Verkstad som 1887 köpte Kulla gård i grannsocknen Kristberg för att stycka upp den i småbruksegnahem.